# 마사마리티마
마사마리티마(이탈리아어: Massa Marittima)는 이탈리아 토스카나주 그로세토도에 있는 코무네다. 그로세토에서 북북서쪽 49km 거리에 있다.
광천과 철, 수은, 갈탄, 구리광산과 이를 이용하는 주조 공장과 철공사 그리고 올리브유 생산 단지가 있다. 해안에 위치한 폴로니카는 엘바섬의 철광석을 용해하는 용광로가 있다.

## 역사
이곳은 중세 초기인 1000년경에 포풀로니아의 주교구가 이곳으로 옮기면서 처음 언급된다. 그후 피사 공화국의 지배를 받다가 13세기에 독립 코무네가 된다.
시간이 흘러, 시에나 공화국에게 정복당하여 속해있다가 16세기 중반 토스카나 대공국의 영토가 된다.

## 출신 유명 인물
마사마리티마 출신 유명 인물로는 4세기 경의 황제인 콘스탄티누스 갈루스가 있다. 1380년에 시에나의 베르나르디노가 이곳에서 태어났다.